# Cyrus Monk
Pour les articles homonymes, voir Monk.
Cyrus Monk (né le 7 novembre 1996 à Warragul) est un coureur cycliste australien, membre de l'équipe Q36.5 Pro.

## Palmarès

### Par année
- 2015
  - 2e de la Grafton to Inverell Classic
- 2016
  -  Champion du monde universitaire sur route
  -  Médaillé de bronze du championnat d'Océanie sur route espoirs
  -  Médaillé de bronze du championnats du monde universitaire du critérium
- 2017
  -  Médaillé de bronze du championnat d'Océanie du contre-la-montre espoirs
- 2018
  -  Champion d'Australie sur route espoirs
  -  Médaillé d'argent du championnat d'Océanie sur route espoirs
  -  Médaillé de bronze du championnat d'Océanie sur route
  - 3e de l'UCI Oceania Tour
- 2019
  - 3e du Gravel and Tar
- 2022
  - 1re étape du Sharjah Tour (contre-la-montre)
  - 3e du Sharjah Tour
  - 3e du Tour du Gippsland

### Classements mondiaux
| Année                                 | 2016 | 2017 | 2018  | 2019  | 2020 | 2021 | 2022 | 2023  |
| ------------------------------------- | ---- | ---- | ----- | ----- | ---- | ---- | ---- | ----- |
| Classement mondial                    | 856e | 550e | 346e  | 1573e | nc   | 752e | 898e | 2101e |
| UCI Europe Tour                       | nc   | 989e | 1420e |       |      |      |      |       |
| UCI Oceania Tour                      | 20e  | 8e   | 3e    | 79e   | nc   | 34e  | 56e  | 91e   |
|                                       |      |      |       |       |      |      |      |       |
| Légende : nc = non classéSource : UCI |      |      |       |       |      |      |      |       |